# Begonia cucullata
Espèce
Synonymes
- Begonia agrial Rojas Acosta[2]
- Begonia cucullata var. cucullata[1]
- Begonia cucullata (A. DC.) L.B. Sm. & Schub.[2]
- Begonia dispar Rchb.[1]
- Begonia nervosa Kunth[1]
- Begonia paludicola C. DC.[2]
- Begonia paludicola C.DC.[1]
- Begonia semperflorens Link & Otto[2] [1]
- Begonia spatulata Lodd.[2]

Begonia cucullata est une espèce de plantes de la famille des Begoniaceae. Ce bégonia est originaire d'Amérique du Sud. L'espèce fait partie de la section Ephemera. Elle a été décrite en 1805 par Carl Ludwig Willdenow (1765-1812). L'épithète spécifique cucullata signifie « ressemblant à un capuchon » ou « encapuchonné ».
Cette espèce est à l'origine du groupe de cultivars Begonia ×semperflorens-cultorum . Les bégonias semperflorens étant des hybrides issus au départ de deux espèces brésiliennes qui font partie de la section Begonia : Begonia semperflorens Link & Otto (considéré plus tard comme un synonyme de Begonia cucullata Willd.) et de Begonia schmidtiana Regel. (synonyme de Begonia subvillosa Klotzsch).

## Description

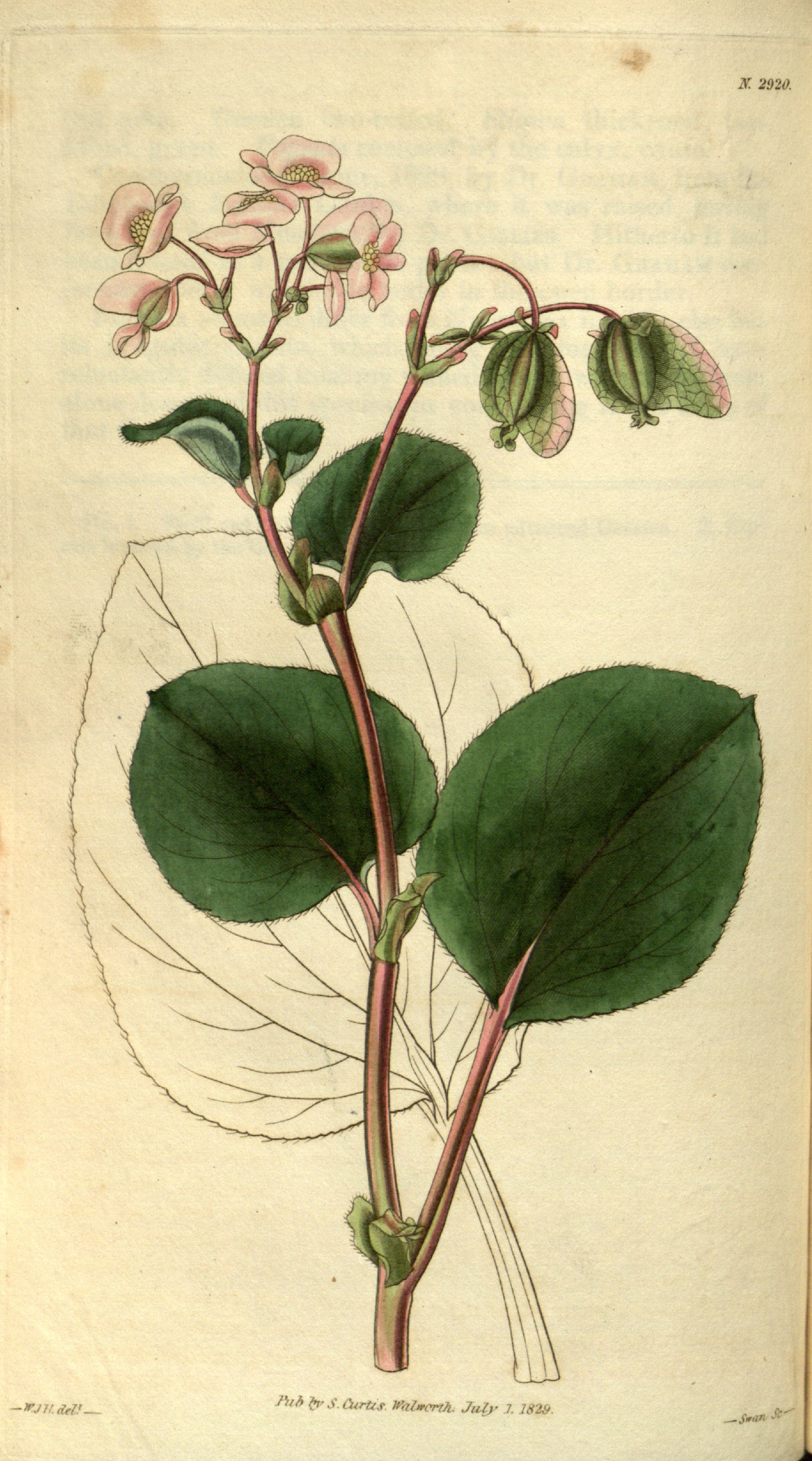
Begonia cucullata var. hookeri, planche botanique de 1829.
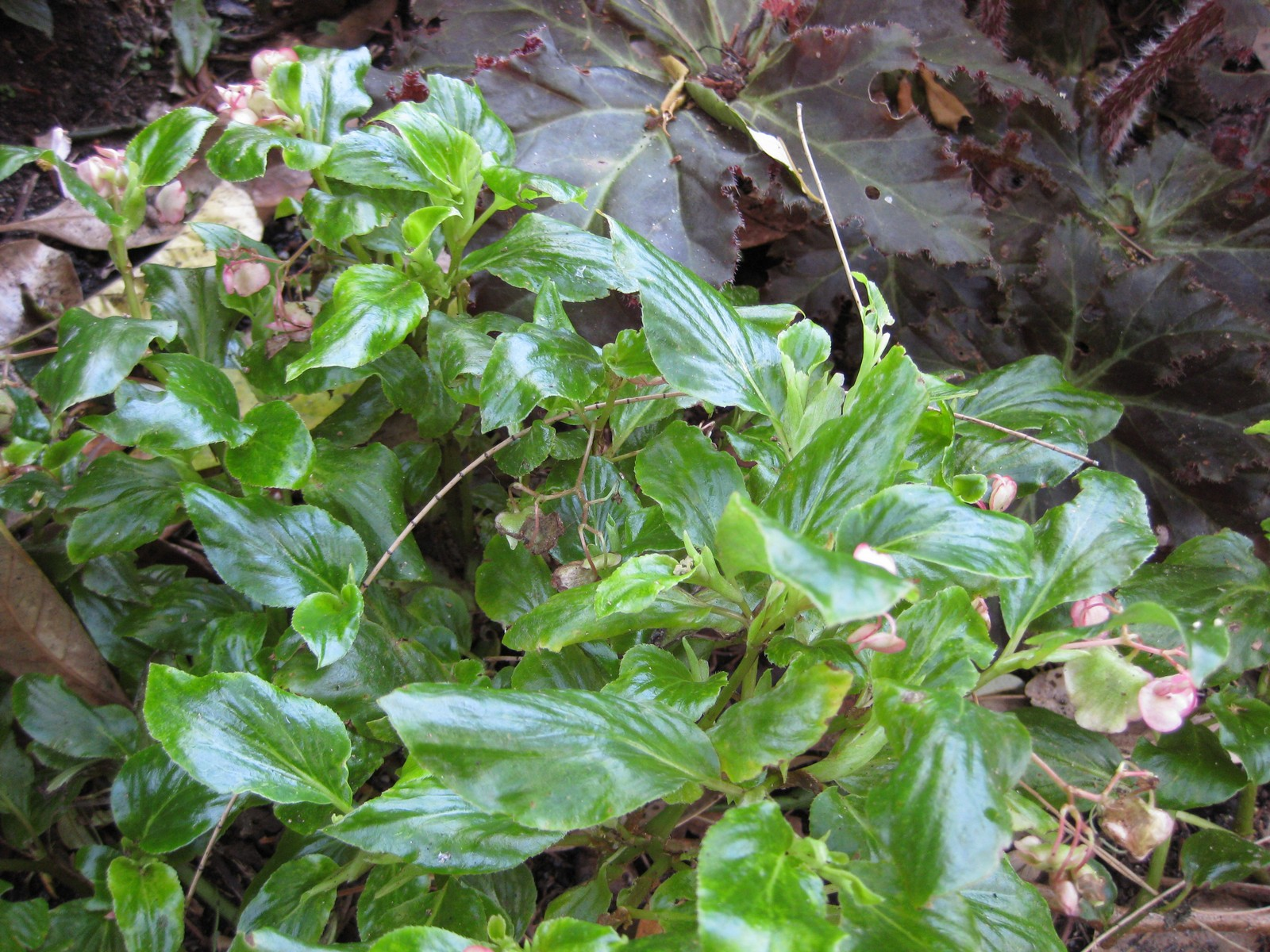
Vue d'ensemble
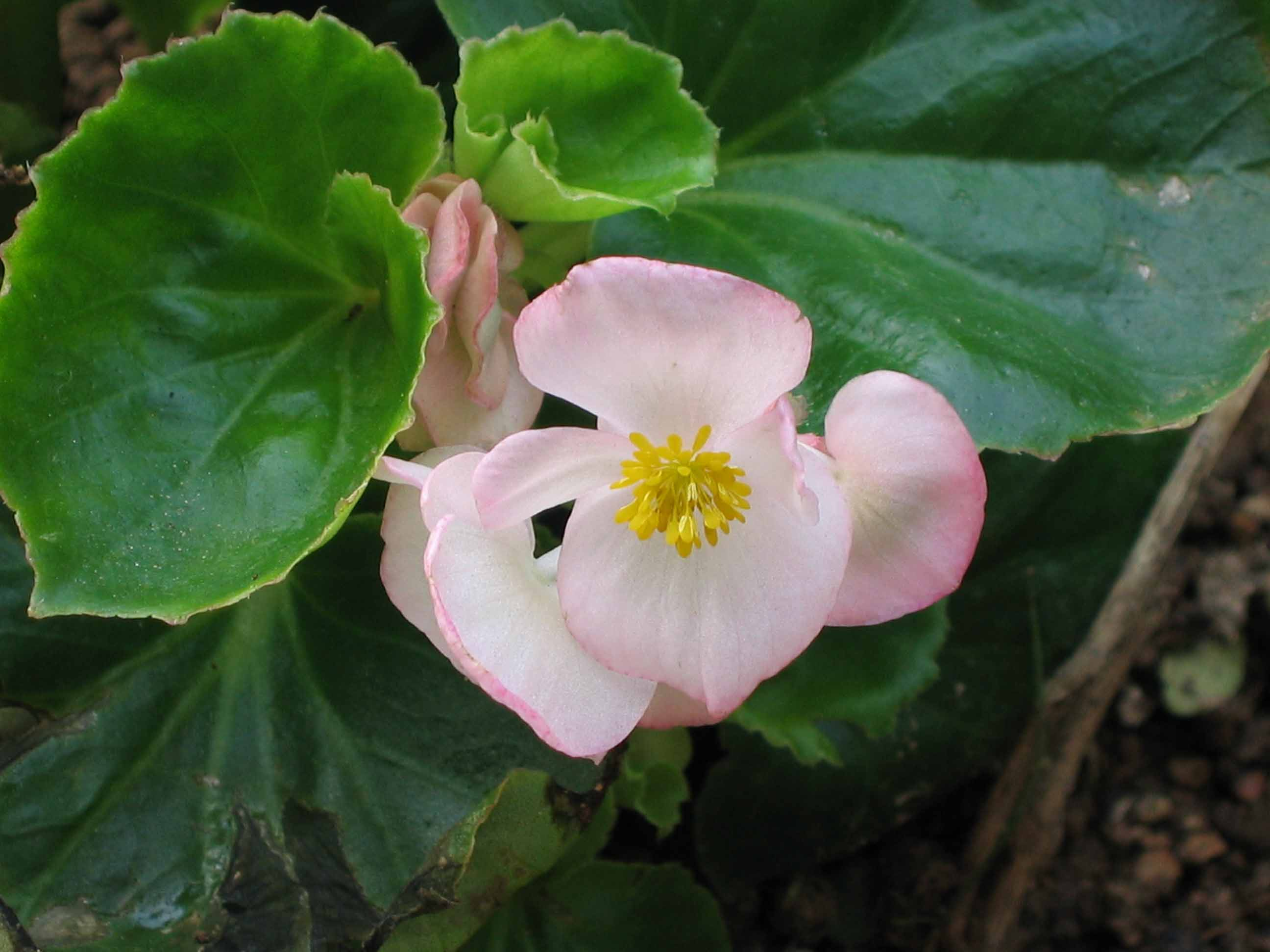
Fleur mâle
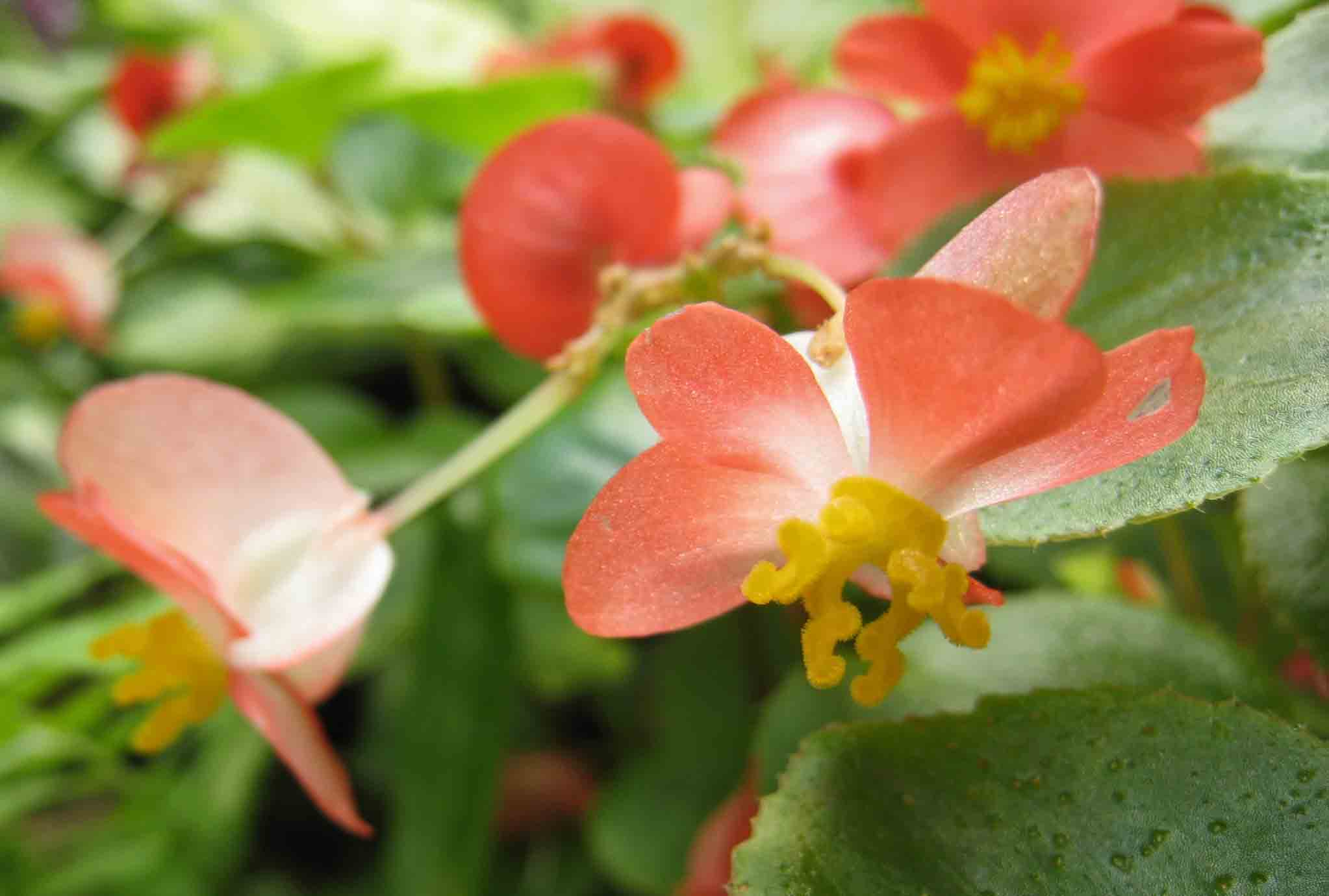
Fleurs femelles d'un cultivar rouge

## Répartition géographique
Cette espèce est originaire des pays suivants : Argentine ; Brésil ; Paraguay ; Uruguay.

## Liste des variétés
La banque de données du jardin botanique royal d'Édimbourg (RBGE), spécialisé dans les bégonias, n'admet que deux variétés :
- Begonia cucullata var. cucullata
- Begonia cucullata var. spatulata (Lodd.) Golding

Liste des variétés selon GBIF (19 février 2022) :
- Begonia cucullata var. arenosicola (C.DC.) L.B.Sm. & B.G.Schub.
- Begonia cucullata var. cucullata
- Begonia cucullata var. spatulata (Lodd.) Golding

Selon Tropicos (6 février 2017) (Attention liste brute contenant possiblement des synonymes) :
- Begonia cucullata var. arenosicola (C. DC.) L.B. Sm. & B.G. Schub.
- Begonia cucullata var. cucullata
- Begonia cucullata var. hookeri L.B. Sm. & B.G. Schub.
- Begonia cucullata var. sellowii A. DC.
- Begonia cucullata var. spatulata (Lodd.) Golding
- Begonia cucullata var. subcucullata (C. DC.) ined.

## Systématique
Le nom scientifique complet (avec auteur) de ce taxon est Begonia cucullata Willd..
Begonia cucullata a pour synonymes :
- Begonia cucullata var. hookeri (A.DC.) L.B.Sm. & Schub.
- Begonia cucullifolia Hassk.
- Begonia dispar Rchb.
- Begonia paludicola C.DC.
- Begonia sellovii Hook.
- Begonia sellowi A.DC.
- Begonia sellowii Klotzsch
- Begonia semperflorens var. hookeri A.DC.
- Begonia semperflorens var. sellowii (Klotzsch) C.DC.
- Begonia setaria Hort.Angl.
- Begonia setaria Hort.Angl. ex A.DC.

En 2018, l'espèce a été assignée à une nouvelle section Ephemera, au cycle annuel, au lieu de la section Begonia.